# Vagner Marcelino
Vagner Marcelino, mais conhecido como Vagner (São Paulo, 14 de julho de 1974), é um ex-futebolista brasileiro que atuava como volante.
Foi bicampeão do Campeonato Mineiro com o Cruzeiro (1996 e 1998) e campeão do Campeonato Carioca com o Flamengo, em 1999, onde ficou marcado por ter sido expulso no primeiro jogo da final, e fez parte do plantel que foi campeão do Campeonato Gaúcho e da Copa do Brasil pelo Grêmio, ambos em 2001.
Pelo Bahia, disputou 21 partidas, e ajudou a equipe na ótima campanha que levou o clube até as oitavas-de-final da Copa João Havelange, na qual Vagner marcou um gol contra o Vasco, no Estádio São Januário.
Em 2006, disputou o Campeonato Paranaense pelo Paranavaí.

## Estatísticas
| Clube  | Temporada | Copa do Brasil | Copa do Brasil | Copa do Brasil | Copa Sul-Minas | Copa Sul-Minas | Copa Sul-Minas | Campeonato Gaúcho | Campeonato Gaúcho | Campeonato Gaúcho | Total | Total | Total   |
| Clube  | Temporada | Jogos          | Gols           | Assist.        | Jogos          | Gols           | Assist.        | Jogos             | Gols              | Assist.           | Jogos | Gols  | Assist. |
| ------ | --------- | -------------- | -------------- | -------------- | -------------- | -------------- | -------------- | ----------------- | ----------------- | ----------------- | ----- | ----- | ------- |
| Grêmio | 2001      | 2              | —              | —              | 4              | —              | —              | 2                 | —                 | —                 | 8     | 0     | —       |
| Grêmio | Total     | 2              | —              | —              | 4              | —              | —              | 2                 | —                 | —                 | 8     | —     | —       |

Todos os jogos de Vagner com a camisa do Grêmio
| # | Data                    | Casa          | X     | Fora          | Estádio             | Torneio        | Gols | Modo | Ficha         |
| - | ----------------------- | ------------- | ----- | ------------- | ------------------- | -------------- | ---- | ---- | ------------- |
| 1 | 25 de janeiro de 2001   | Grêmio        | 2 - 1 | Figueirense   | Estádio Olímpico    | Sul-Minas      | -    | -    | Ficha Técnica |
| 2 | 31 de janeiro de 2001   | América-MG    | 4 - 3 | Grêmio        | Independência       | Sul-Minas      | -    | -    | Ficha Técnica |
| 3 | 08 de fevereiro de 2001 | Grêmio        | 1 - 0 | América-MG    | Estádio Olímpico    | Sul-Minas      | -    | -    | Ficha Técnica |
| 4 | 14 de fevereiro de 2001 | Figueirense   | 3 - 4 | Grêmio        | Orlando Scarpelli   | Sul-Minas      | -    | -    | Ficha Técnica |
| 5 | 14 de março de 2001     | Villa Nova-MG | 3 - 2 | Grêmio        | Castor Cifuentes    | Copa do Brasil | -    | -    | Ficha Técnica |
| 6 | 17 de março de 2001     | Caxias        | 0 - 2 | Grêmio        | Estádio Centenário  | Gaúcho         | -    | -    | Ficha Técnica |
| 7 | 21 de março de 2001     | Grêmio        | 4 - 1 | Villa Nova-MG | Estádio Olímpico    | Copa do Brasil | -    | -    | Ficha Técnica |
| 8 | 4 de abril de 2001      | Esportivo     | 3 - 5 | Grêmio        | Estádio da Montanha | Gaúcho         | -    | -    | Ficha Técnica |

## Conquistas
Cruzeiro
- Campeonato Mineiro: 1996, 1998

Flamengo
- Campeonato Carioca: 1999

Grêmio
- Copa do Brasil: 2001
- Campeonato Gaúcho: 2001